# Estació d'Olivar de Quintos
Olivar de Quinto és una estació de la línia 1 del metro de Sevilla situada a la població de Dos Hermanas. Va ser inaugurada el 23 de novembre del 2009, uns mesos després que el primer tram s'inaugurés.
| Metro de Sevilla       |        |       |          |                        |
| Procedència/Destinació | <      | Línia | >        | Procedència/Destinació |
| Ciudad Expo            | Europa |       | terminal | terminal               |